# Luther E. Barnhardt

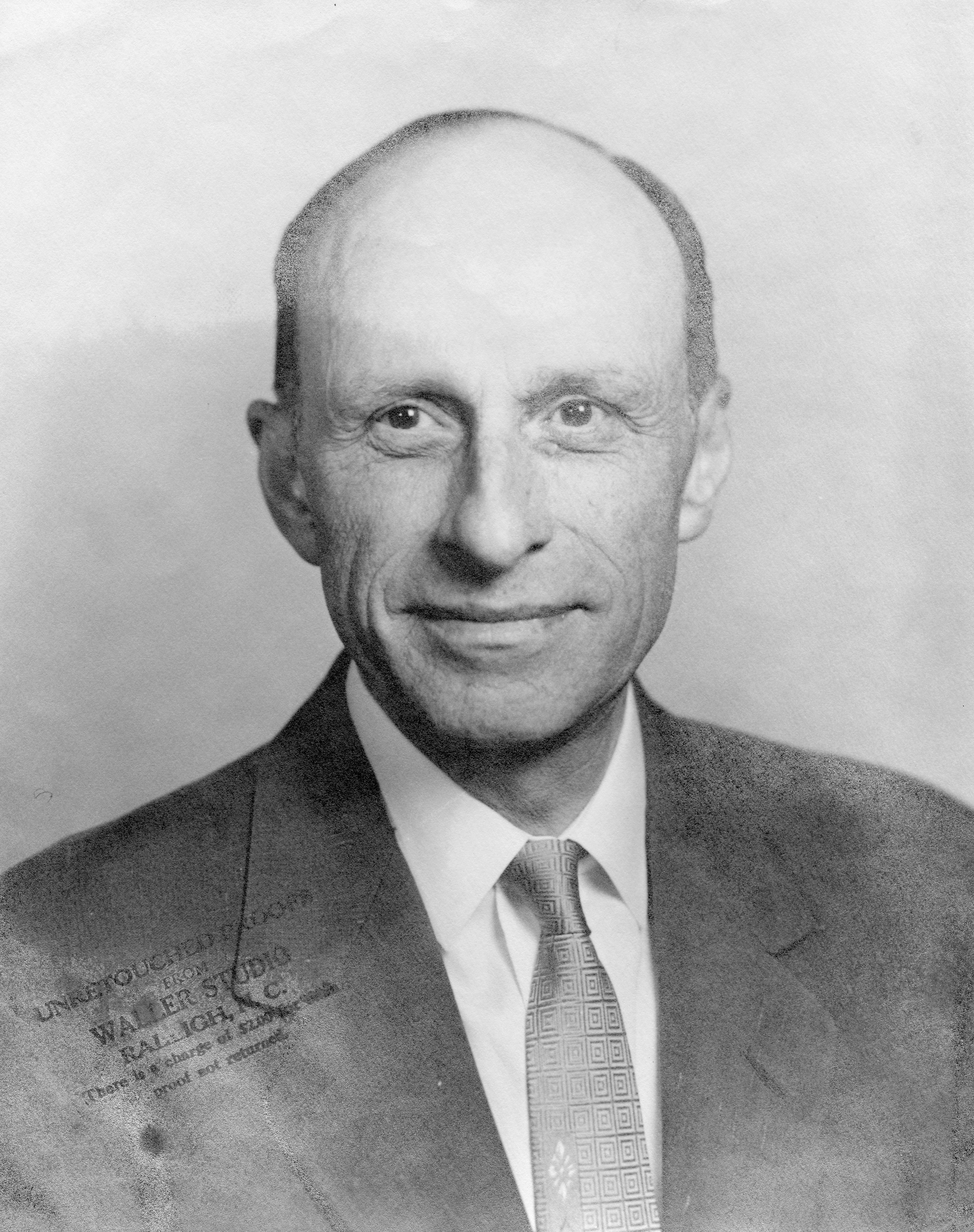
Luther Barnhardt

Luther Ernest Barnhardt (* 29. November 1903 in Concord, North Carolina; † 1. Juni 1980 in Charlotte, North Carolina) war ein US-amerikanischer Politiker. Zwischen 1957 und 1961 war er Vizegouverneur des Bundesstaates North Carolina.

## Werdegang
Luther Barnhardt absolvierte die Wake Forest University. Nach einem Jurastudium und seiner Zulassung als Rechtsanwalt arbeitete er in den folgenden 57 Jahren in Concord in diesem Beruf. Er wurde dann auch Mitglied der amerikanischen Anwaltskammer. Gleichzeitig schlug er als Mitglied der Demokratischen Partei eine politische Laufbahn ein. Zwischen 1945 und 1956 saß er im Senat von North Carolina, dessen amtierender Präsident er drei Jahre lang war.
1956 wurde Barnhardt an der Seite von Luther Hodges zum Vizegouverneur von North Carolina gewählt. Dieses Amt bekleidete er zwischen 1957 und 1961. Dabei war er Stellvertreter des Gouverneurs und formaler Vorsitzender des Staatssenats. Aus verfassungsrechtlichen Gründen konnte er 1960 nicht wiedergewählt werden. Nach seiner Zeit als Vizegouverneur ist er politisch nicht mehr in Erscheinung getreten. Er starb am 1. Juni 1980 in Charlotte.